# Celtis chichape
Celtis chichape es una especie  de planta de flores de la familia Cannabaceae endémica de América.

## Descripción
Es un arbusto o pequeño árbol perennifolio que se encuentra a una altitud de hasta 1600 metros en Argentina, Brasil, Paraguay y Uruguay.

## Taxonomía
Celtis chichape fue descrito por (Wedd.) Miq.  y publicado en Flora Brasiliensis 4(1): 181. 1853.
Sinonimia
- Celtis pallida var. discolor Hunz. & Dottori
- Celtis pallida subsp. sericea (Romanczuk) Romanczuk
- Celtis pubescens var. chichape (Wedd.) Baehni
- Celtis sericea Romanczuk
- Celtis tala var. chichape (Wedd.) Planch.
- Celtis tala f. hirsuta Herzog
- Celtis tala var. tala
- Celtis tala f. velutina Herzog
- Momisia chichape Wedd.[3]